# Аукціон бездротового радіоспектру в США 2016 року
Аукціон бездротового радіоспектру в США 2016 року (англ. The 2016 United States wireless specturm auction, також офіційно відомий як Аукціон 1000 ) — аукціон, на котрому було виділено приблизно 100 МГц ультрависокочастотного (УВЧ) спектру у Сполучених Штатах, раніше призначеного для УВЧ-телебачення в 600-МГц діапазоні. Аукціон з використанням спектру та подальший перерозподіл були проведеніФедеральною комісією зі зв’язку (англ. Federal Communications Commission, надалі — FCC) у відповідності до Розділу VI (Закону про спектр) Акту про податкові пільги для середнього класу та створення робочих місць, ухваленого Конгресом Сполучених Штатів 17 лютого 2012 року.

## Передумови
Аукціон бездротового радіоспектру Сполучених Штатів у 2008 році, присвячений розподілу 700-МГц діапазону, приніс 19,6 мільярда доларів США від таких компаній, як AT&T і Verizon Communications. Цей аукціон перерозподілив УВЧ-спектр, який раніше займали канали 52–69, після завершення первинного переходу цифрового телебачення в Сполучених Штатах з NTSC на ATSC у 2009 році. По суті, цифровий перехід звільнив у США 25% простору, виділеного для УВЧ-телебачення.
Інтерес до бездротового широкосмугового доступу до Інтернету призвів до висловлення бажання отримати більше спектру мовлення для свого використання, і в березні 2009 року сенатор від Массачусетсу Джон Керрі представив законопроєкт, який вимагав вивчення ефективного використання спектру. Лобістська група CTIA вимагала 800 МГц додаткового спектру. Девід Донован з Асоціації телебачення з максимальним обслуговуванням (англ. The Association for Maximum Service Television, надалі – AMST), побачивши, що очікується подальше скорочення УВЧ-діапазонів для телевізійних трансляцій, заявив, що діапазон S 2 ГГц, виділений для мобільних супутникових послуг, все ще не використовується, десять років після його розподілу, і був би доречнішею ціллю розподілу, аніж вимагання ще більше простору в діапазонах УВЧ-мовлення. Національна асоціація телерадіомовників (англ. National Association of Broadcasters, надалі — NAB) і AMST прокоментували FCC, що уряд, перш ніж просити більше, повинен почати максимально використовувати новий доступний 700-МГц та інші діапазони, які вже було виділено для бездротового зв’язку.  Багато мовників виступали проти подальшого посягання на УВЧ-спектр мовлення.
Дослідження Асоціації споживачів електроніки (англ. Consumer Electronics Association, надалі – CEA) стверджує, що спектр вартістю 62 мільярди доларів міг би вартувати 1 трильйон доларів при використані його для бездротового зв’язку. Асоціація також пропонувала усім телевізійним станцій, включаючи LPTV, відмовитися від усього спектру, із заміною ефірного телебачення субсидованими багатоканальними послугами, незважаючи на те, що глядачі витратили багато грошей на перехід на DTV. Мовники відповіли: «У контексті телемовлення «загальна вартість» не є суворим фінансовим показником, а скоріше охоплює ширші цілі державної політики, такі як підтримання універсального обслуговування, місцевої журналістики та громадської безпеки». Будь-які зміни можуть означати втрату безкоштовного телебачення для людей у сільській місцевості, казали мовники, і зокрема «місцевої журналістики, універсального обслуговування, доступності освітніх програм і своєчасного та надійного надання екстреної інформації».
Мередіт Еттвелл Бейкер, уповноважена FCC від Республіканської партії, погодилася, що належне використання існуючого спектру є важливим, і частина втілення цього полягає у використанні новітніх технологій. Індустрія бездротового зв’язку потребувала більшого спектру, як ліцензованого, так і неліцензованого.
Радник FCC з широкосмугового зв’язку Блер Левін хотів отримати план до лютого 2010 року (пізніше термін подовжено до березня 2010 року). Іншою пропозицією було використання «WiMAX із геофільтром», який дозволяв би HDTV, але лише на певному ринку, з продажем решти спектру за 60 мільярдів доларів. WiMax мав замінити існуючі послуги, але і зробити послуги MVPD дешевшими, дозволяючи мовникам заробляти більше грошей. Залишки спектру могли би бути продані для розрахування за борги галузі.
Боб Пауерс, віце-президент зі зв'язків з урядом Організації національних релігійних мовників (англ. National Religious Broadcasters), зазначив, що пропозиція Левіна не ураховувала інтереси релігійних мовників.
У 2009 році венчурний капіталіст Том Вілер назвав спротив мовників «джихадом», але далі додавши, що телевізійне мовлення було «без сумніву... найефективнішим засобом доставки громадського контенту широкій аудиторії». Вілера було назначено на посаду голови FCC у 2013 році.

## Опір телемовників
Щодо результатів дослідження CEA Донован сказав журналу Broadcasting &amp; Cable:
Компанії бездротового зв’язку просять уряд взяти участь у найбільшому в історії Америки обшахровуванні споживачів. Протягом останніх кількох років уряд казав споживачам, що цифрове телебачення принесе їм безкоштовне ефірне HDTV і більше каналів. Тепер, після придбання нового цифрового обладнання та антен на мільярди доларів, прихильники бездротового зв’язку просять уряд відмовитися від своєї обіцянки. Телепрограмування високої чіткості та більше цифрових каналів стануть єдиною та винятковою областю платних послуг. Американська громадськість цього просто не потерпить.
PBS (абрев. Public Broadcasting Service) та її станції також виступили проти плану, заявивши, що витратили багато грошей на цифрове оновлення, які їм потрібно все ще було відбити, а глядачі зробили свої внески, очікуючи, що цифрове мовлення продовжиться. Вони стверджували, що PBS є «ефективної і продуктивною, і повністю служить суспільним інтересам». Некомерційні мовники казали, що їм потрібен спектр мовлення для якісних освітніх і дитячих програм. PBS заявив, що 85 відсотків його станцій використовують HDTV, а 82 відсотки мають два або більше стандартних каналів. Університет штату Огайо заявив, що не має «надлишкового» спектру, хоча пізніше він продав WPBO в Портсмуті, Огайо (супутник WOSU-TV в Колумбусі) в рамках заохочувального аукціону, через «неймовірне дублювання сигналів PBS» поблизу. 
На семінарі FCC 23 листопада 2009 р. було запропоновано кілька ідей. Професор Технічного університету Вірджинії Чарльз Бостіан сказав, що ділитися потрібно, але не в пробілах; натомість слід використовувати спектр WiFi. Вінт Серф з Google сказав, що кабельні компанії можуть поділитися деякою частиною спектру, що компанії і хотіли б зробити, якби не те, що правила «обов’язкового перенесення» цього не дозволяють. Головний інженер BBN Technologies Чіп Елліотт закликав дослідників спільно використовувати широкосмуговий зв’язок, що фінансується урядом. Співпраця була ключем до розвитку технології, а слово «співпраця» стосувалося широкосмугового зв’язку як «не лише мети дослідження, але й засобу».
Тестування Wi-Fi з використанням пробілів проводилося у Вірджинії восени 2009 року та у Вілмінгтоні, штат Північна Кароліна, у 2010 році.
NAB виступила проти припинення телевізійного мовлення, оскільки індустрія витратила 15 мільярдів доларів, в додаток до здачі частини спектру. 14 грудня 2009 року на слуханнях у підкомітеті з комунікацій Комітету з питань енергетики та торгівлі Палати представників президент NAB Ґордон Г. Сміт заявив, що уряд і окремі особи витратили занадто багато грошей для переходу на DTV і HDTV, щоб подальші зміни повністю знецінили їх зусилля, і що широкосмуговий зв'язок і телемовлення можуть співіснувати. Він зазначив, що в 1970-х роках телерадіомовлення використовувало 60 відсотків спектру від поточного, при цьому забезпечуючи набагато вищої якості продукцію, і що тодішні правила вимагали більш ефективного використання спектру, ніж у випадку з новими пристроями. Щодо того, що можна зробити натомість, Сміт рекомендував використовувати вільний простір у сільській місцевості зі стаціонарними пристроями, а не мобільними пристроями, а також нові типи послуг широкосмугового зв’язку, таких як ті, що розроблялися Sezmi.
Президент CTIA Стів Ларджент сказав, що галузі потрібен спектр, «звідки б він не прийшов». Він наголошував, що урядовий спектр, ймовірно, використовувався неефективно і, «ймовірно», буде «перепрофільований», тоді як інші радіомовні і супутникові спектри «могли» використовуватися для бездротового зв’язку. Ларджент також сказав, що без додаткових діапазонів компанії можуть об’єднатися, щоб краще використовувати те, що вони мають. Консультант Дейв Хетфілд, колишній головний інженерно-технічний керівник FCC, висловився, що максимальне використання існуючого спектру через стиснення та модуляцію допоможе, але цього буде недостатньо. Член Палати представників від Республіканської партії штату Орегон Ґреґ Уолден розкритикував FCC за наймання видатного вченого Стюарта Бенджаміна, чиє есе, у якому він рекомендував повністю замінити спектр мовлення, Уолден назвав «гидотством». 

## Оголошення та підготовка плану
16 березня 2010 року на щомісячній зустрічі FCC був оголошений план «Підключення Америки: Національний план широкосмугового зв’язку», за яким поєднання примусових і добровільних заходів, як очікувалося, мало збільшить спектр на 300 МГц: 120 МГц мали надійти від телемовників, і 90 МГц від мобільних супутникових служб.  До 2015 року мовники повинні були залишити канали 46-51, визвільнивши ще 36 МГц під використання для бездротового доступу до Інтернету шляхом "перепакування" або переміщення каналів на цих частотах. Всього 120 МГц примусово відбиралися у мовників, рештою їм було дозволено розпоряджатися на свій розсуд. Старший радник голови FCC Колін Кроуелл пояснив, що скорочення спектру не є неминучим, а що, скоріше за все, «це стане кризою через п’ять-шість років». Відмова від дій може зробити доступ в Інтернет дорожчим і зробити Сполучені Штати менш спроможними конкурувати з іншими країнами, як зазначалося у звіті FCC. Голова Підкомітету зі зв’язку Палати представників Рік Баучер, демократ від Вірджинії, сказав, що знадобиться чотири роки з моменту ухвалення законопроєкту, щоб визначити, звідки надійде новий спектр.

У FCC було 50 МГц спектру доступного для бездротового широкосмугового зв’язку, але очікувалося, що це число збільшиться до 500 МГц і 800 МГц протягом 10 років. 300 МГц мали стати доступними до 2015 року. Національна асоціація мовників виступила проти плану, опублікувавши таку заяву:
Ми стурбовані сьогоднішніми повідомленнями про те, що багато аспектів плану насправді можуть бути не такими добровільними, як було обіцяно спочатку. Більше того, як єдині в країні надавачі безкоштовних та повсюдних послуг зв’язку, ми виступаємо проти будь-яких спроб запровадити нові обтяжливі збори за спектр для мовників.
Марк Віґфілд, прес-секретар Федеральної комісії з широкосмугового зв'язку, зазначив, що навіть у малоймовірному випадку, що всі мовники на ринку відмовляться від свого спектру, Федеральна комісія зі зв’язку повинна буде гарантувати, що деякі ефірні послуги залишаться.
У квітні 2011 року голова FCC Джуліус Ґеначовскі заявив, що «перебудова» виявиться необхідною, якщо мовники не зголосяться, в той час як представник Intel Пітер Пітч сказав Конгресу, що «процес перепакування не повинен бути добровільним». Президент NAB виголосив стурбованість тим, що цей процес може спричинити численні проблеми для мовників і глядачів. Аукціони спектру було санкціоновано Розділом VI (Закон про спектр) Акту про податкові пільги для середнього класу та створення робочих місць, прийнятого Конгресом 17 лютого 2012 року.   Зворотний аукціон дозволив би мовникам визначати, скільки вони готові взяти за відмову від спектру, тоді як продаж ліцензій провайдерам широкосмугового доступу відбувався б через прямий аукціон, на якому доходи повинні були б покрити платежі мовникам, витрати на аукціони, а також витрати на переїзд.
27 квітня 2012 року Федеральна комісія з зв’язку (FCC) схвалила дозвіл станціям спільно використовувати спектр за допомогою субканалів DTV, причому всі станції, які мали «повні канали», зберігали такі права, як must-carry (закон, що зобов'язує постачальників кабельного телебачення забезпечувати доступ до локальних телестанцій).ЬЬЬ На першому семінарі «зворотного заохочувального аукціону» 26 жовтня керівник медіа-бюро FCC Білл Лейк сказав, що станції не зможуть обирати свій канал, але зможуть подати заявку на його зміну.
На семінарі 30 вересня 2013 року мовників і виробників обладнання запитали, скільки коштуватимуть зміни. Під час було заявлено, що відповіді з'являться після того, як FCC оголосить, хто переїжджатиме і як. Закон про спектр передбачав 1,75 мільярда доларів на обґрунтовані витрати для переміщення станцій, і ці гроші мали бути виплачені протягом трьох років без подальших дій Конгресу. Серед витрат було впровадження нових стандартів для веж з боротьби з вітром і льодом, тимчасові засоби мовлення, щоб деякі станції не були тимчасово виведенні з ефіру, і витрат на релейні станції в регіонах, які їх потребують, переважно на Заході.  FCC попросила надати коментарі до 4 листопада 2013 року. Провайдери бездротового зв'язку рекомендували мовникам відмовитися від двох каналів або 15 МГц допоміжної служби мовлення, яка використовується для передачі важливих новин, але NAB заявила, що цей спектр міг розділятися Міністерством оборони Сполучених Штатів. У березні 2014 року KLCS і KJLA провели випробування спільного використання каналів у партнерстві з CTIA та Асоціацією громадських телевізійних станцій, які перевіряли життєздатність трансляції двох наборів телевізійних послуг в межах однієї 6-МГц смуги, включаючи різноманітні комбінації каналів високої та стандартної чіткості.  Експеримент було визнано успішним, хоча також було виявлено, що певні сценарії (зокрема, дві HD-передачі на обох каналах) впливають на якість відео зі складнішим вмістом.  Пізніше, у вересні 2014 року, KLCS оголосила, що укладе угоду про спільне використання каналів з іншою громадською станцією KCET і візьме участь в аукціоні 2015 року. 

## Трансляція заохочувального аукціону
Зворотний і прямий аукціони для переупаковки телевізійних станцій і звільнення спектру для бездротового зв’язку реалізовувалися в кілька етапів, з цільовими показниками того, скільки спектра буде перерозподілено, і платіжним балансом, необхідним для оплати зворотного аукціону плюс витрати на перехід разом із виручкою з прямого аукціону.
18 квітня 2014 року FCC оголосила правила проведення аукціону. Усі станції, при можливості, могли зберегти свою зону покриття станом на 22 лютого 2012 року. Канал 37 став би "охоронною смугою" між телерадіомовленням і бездротовими послугами. Кожній станції виділявся термін для оновлення, причому очікувалося, що всі станції завершать перехід за 39 місяців. Пізніше Вілер сказав, що якщо станції не зможуть вкластися в строки, їм не обов’язково припинятимуть трансляцію.  FCC схвалила рамки 3-2, але NAB стверджувала, що комісія не виконала своїх зобов’язань відшкодувати мовникам за збитки та забезпечити обслуговування глядачів.
У заяві від 2 липня 2015 року Коаліція розширення можливостей для телерадіомовників (англ. Expanding Opportunities for Broadcasters Coalition, надалі – EOBC), яка представляла понад сотню телевізійних станцій, які планували взяти участь в заохочувальному аукціоні, заявила, що дані про населення є надто важливими і можуть спричинити падіння початкових цін на 8,3 мільярда доларів без «відносно незначних» зміни. Оскільки заохочувальний аукціон був зворотним аукціоном, навіть ці ціни були найвищими з можливих. 16 липня FCC планувала оголосити остаточні правила аукціону, включно з вимогою до станцій переходити на свої нові канали через 39 місяців після аукціону без впровадження зарезервованого каналу для некомерційних. Процедурне голосування було перенесено на 6 серпня, але аукціон зрештою призначили на 29 березня 2016 р.
Після голосування комісар FCC Аджит Пай сказав, що план «дозволяє надто багатьом мовникам розміщуватися у смузі бездротового зв’язку», що призведе до перешкод між телевізійними станціями та іншими користувачами смуги. Денніс Уортон, виконавчий віце-президент NAB з комунікацій, сказав, що голосування мінімізувало те, що станції отримають за відмову від мовлення, гарантувало численні проблеми з перешкодами та надавало «безкоштовний спектр багатомільярдним компаніям без зобов’язань враховувати суспільні інтереси», водночас завдаючи шкоди місцевому телебаченню та зокрема LPTV та ретранслюючим станціям. Коаліція LPTV Spectrum Coalition і CTIA виступили проти голосування, тоді як EOBC заявила, що ніхто не буде задоволений, але компромісу буде достатньо.
NAB подала петиції з проханням до FCC не штрафувати станції, які не брали участі в аукціоні, і з проханням не переміщувати станції в дуплексний розрив.
15 жовтня Публічне повідомлення про процедуру подання заявок встановило період з 12:00 до 18:00 18 грудня (пізніше це було змінено на 8 грудня – 12 січня). Після цього часу більше жодна станція не могла приєднатися, але пропозиції від тих, хто приєднався, залишалися неостаточними до 29 березня 2016 року. FCC оприлюднила початкові ціни 16 жовтня. Вони включали три категорії: станції, які відмовляються від каналів або діляться ними (що означало вимагання повної ціни), станції, що переходять з УВЧ на високі УКХ (нижчої за повну ціну), і станції, що переходять з високих УКХ на низькі УКХ (нижчої за повну ціну, але не найнижчої). Іншими факторами були кількість людей, які обслуговувалися, та втручання.  
FCC позначила аукціон як Аукціон 1001 (прим. зворотний аукціон) з метою зробити 144 МГц доступними для перепродажу бездротовим компаніям. Якби ця ціль була досягнута, мовники були б переупаковані в канали до 26. Якщоб мінімальна мета у 42 МГц була досягнута, використовувалися б канали до 44. «Ціль очищення» могла бути не досягнута, у цьому випадку встановлювали б нижчу ціль, а процес тривав би до досягнення мети. На кожному ринку, де залишалися вільні канали, FCC мала намір використовувати один із цих каналів для неліцензійних пристроїв.
FCC оголосила, що ціль становитиме 126 МГц. Це означало менше каналів для переміщення станцій LPTV, які не будуть захищені після аукціону. Вважалося, що тисячі станцій LPTV доведеться перемістити. Станції LPTV стверджували, що оскільки їм не дозволили брати участь у процесі, вони могли втратити спектр. 5 травня Скотт Колкінс з Caulkins & Bruce PC, який представляв інтереси одного з власників станцій LPTV, заявив перед окружним судом округу Колумбія, що Закон про спектр і повноваження FCC надають станціям LPTV «по суті такі ж права [на спектр]», як і в повнопотужних станцій. Він сказав, що їх можна вважати вторинними, лише якщо вони викликають перешкоди, але результатом перепакування було б тільки збільшення перешкод. Адвокат FCC Джейкоб Льюїс відповів, що станції LPTV будуть другорядними, і що врахування їхніх прав означатиме переміщення занадто великої кількості станцій.
Кожен учасник прямого аукціону мав зробити ставку на 95 відсотків блоків перепису, до яких було виявлено інтерес. Станом на серпень Comcast, AT&T, T-Mobile, Verizon та іншими були подані заявки на 100 МГц спектру на загальну суму в понад 11 мільярдів доларів США, в той час як мета становила 88,4 мільярда доларів США.
Лише 22,45 мільярда доларів було зібрано за два тижні на момент завершення першого етапу прямого аукціону. Після другого етапу зворотнього аукціону мета другого етапу прямого аукціону становила 114 МГц із бажаною цільовою ціною в 54,6 мільярда доларів, що мало бути достатньо для двох каналів на кожен з ринків. З меншою частиною спектру на продаж, нижчий попит може означати зниження витрат для провайдерів бездротового зв’язку. Провал другого етапу міг ще більше знизити ціль, до 108 МГц, або одного каналу на кожен з ринків. У випадко, якщо і третій етап провалювався, ціллю могли стати навіть 84 МГц. Чим нижче ціль, тим менше сума, що сплачувалася станціям, але також це означало зниження кількості громадських станцій, що можуть взяти участь в аукціоні. А громадські станції, які не «перепакувалися», повинні були б самі платити за оновлення свого обладнання.
Другий етап прямого аукціону завершився 19 жовтня із загальними заявками на суму 21,5 мільярда доларів, що становило на 33,1 мільярда доларів менше, ніж очікувалося. Третій етап зворотного аукціону розпочався 1 листопада і ставив за мету звільнення 108 МГц. Кількість парних блоків на ринок починалася з 10, зменшилася до 9 на другому етапі та 8 на третьому етапі. Чотири пошкоджені блоки, з перешкодами на менше ніж на 15 відсотках площі захищали мексиканські канали нижче 37. Два ринки мали перешкоди на 15-50% території. 
Третій етап прямого аукціону розпочався 5 грудня після того, як ставки на третьому етапі загалом склали 40,3 мільярда доларів США за 108 МГц. Четвертий етап зворотного аукціону завершився 13 січня 2017 року, коли за 84 МГц (або сім ліцензій на кожному ринку) було сплачено 10,05 мільярда доларів США. З них: 70 МГц припало на бездротові компанії, а 14 МГц відійшло для неліцензійного використання. Менша, ніж очікувалося, кількість спектру означала, що менше станцій будуть переміщені і що жодна не опиниться в бездоротовій полосі. 
Торги завершилися 30 березня, а 12 квітня FCC оголосила про завершення заохочувального аукціону. На аукціоні було зібрано 19,8 мільярда доларів і надано більше спектру під 5G-послуги. Майже 10,1 мільярда доларів США відійшли до 175 телестанцій, 7,3 мільярда доларів – до Казначейства Сполучених Штатів, а 1,8 мільярда доларів пішли на покриття витрат під час перепакування. Лоуренс Чу, радник Федеральної комісії зі зв’язку під час торгів, визнав аукціон успішним, але також зазначив, що «з боку мовників будуть розчаровані люди».
T-Mobile заплатила майже 8 мільярдів доларів за 1525 ліцензій, що становить 45 відсотків низькочастотного спектру. Це дало компанії покриття всієї країни та перевершує приблизно в чотири рази кількість спектру, що вони мали раніше, тоді як Dish Network витратила 6,2 мільярда доларів на 486 ліцензій, Comcast отримала 73 ліцензії за свою пропозицію в 1,7 мільярда доларів. AT&T запропонувала 910 мільйонів доларів США за 23 ліцензії, а US Cellular — 328,6 мільйонів доларів за 188 ліцензій. 

## Перепакування
Колективні кроки телевізійних УВЧ- та УКХ-станцій для забезпечення усунення 600-МГц діапазону стали відомі як перепакування. З появою віртуальних каналів після переходу на цифрове телебачення в 2009 році будь-який канал мовлення міг змінити частоти, зберігаючи при цьому свої сталі номери для ідентифікації та брендингу. Проблема виникла в тому, що якщо станція телеглядача змінює свою частоту, його телевізор не буде знати про зміну (навіть якщо віртуальний канал залишається тим самим), якщо він не виконає повторне сканування: змусить свій телевізор сканувати всі цифрові канали ATSC на наявність сигналів.
План переходу від Media Bureau та Incentive Auction Task Force розподілив станції між десятьма етапами. Кожен етап мав період тестування. До цього часу станції не могли використовувати свій новий канал. Після періоду завершення станції більше не могли використовувати свій старий канал. Станції, яким необхідно перейти на нові канали, матимуть 90 днів, щоб подати документи на отримання дозволу на будівництво. Станції, які відмовляються від своїх ліцензій, матимуть 90 днів, щоб залишити свої передаукціонні канали після отримання доходів від аукціону. Станції, які укладають угоди про спільне використання каналів, матимуть 6 місяців, щоб завершити процес після отримання доходів від аукціону. Пріоритет буде надано очищенню 600 МГц для бездротового використання. 
З меншою кількістю очищеного спектру, ніж очікувалося, менше станцій було переміщено, і очікувалося, що вартість переміщення в 1,75 мільярда доларів буде достатньою. Крім того, 23 лютого 2017 року голосування за схвалення добровільного прийняття ATSC 3.0 означало, що мовники могли перейти на новий стандарт і 4K та інтерактивні можливості одночасно з перепакуванням.  
(Р)FCC не потрібно було, щоб 400 із 2200 відповідних станцій брали участь, і загальна кількість учасників може бути невідома протягом двох років. З решти 1800 потрібно було заплатити лише 175. З них дванадцять не вказали, що продовжать трансляцію. 133 станції планувалося поділити, 29 переходили з УВЧ на УКХ, а одна переходила з високого УКХ на низький УКХ. FCC оприлюднила список нових призначень каналів, і 39-місячний процес переміщення почався 13 квітня 2017 року. Перші переїзди відбулися до 30 листопада 2018 року.   Фінальний етап переїздів було завершено 3 липня 2020 року.
20 липня 2017 року представник палати Френк Паллоне оприлюднив законопроєкт, який припускав виділення ще одного мільярда доларів, якщо це необхідно, для перепакування. Паллоне сказав, що ці гроші можна використовувати для переміщення FM-станцій, розташованих на тих же вежах, що й телевізійні станції, а також допомоги LPTV- і релейним станціям. T-Mobile підтримала законопроєкт і заявила, що проєкт може допомогти цим станціям з їх витратами. У січні 2016 року Паллоне представив чернетку проєкту для обговорення на випадок, якщо оцінки витрат будуть неправильними. Наголошуючи на важливості місцевих новин, Паллоне тоді сказав: «Важливо, щоб ми зробили цей перехід максимально плавним для споживачів, без перерв в обслуговуванні». 26 липня сенатор Джеррі Моран представив Закон про захист глядачів і слухачів. Закон Рея Баума, прийнятий Палатою представників, передбачав додаткове фінансування, коли стало зрозуміло, що 1,75 мільярда доларів буде недостатньо для радіостанцій, LPTV- і релейних станцій. Він також виділяв 50 мільйонів доларів, щоб пояснити зміни глядачам.
Крайнім терміном для відмови від ліцензії для 12 станцій було встановлено 25 жовтня 2017 року. Ще 13 станцій планували розділити наявний спектр, але натомість припинили ефір. 120 інших станцій, які оголосили про спільне використання каналів, мали реченець 23 січня 2018 року, який міг бути відкладений на шість місяців. 10 мільярдів доларів було виплачено 175 станціям; 30 з яких переходили з УВЧ на УКХ або з високих УКХ на низькі УКХ. 
Права LPTV-станції не було захищено, і багатьом довелося подавати заявки на нові канали. Очікувалося, що більше ніж одна станція в регіоні захоче мати той самий канал, що призведе до проведення аукціонів.

## Передання урядового спектру в приватні руки
Після завершення заохочувального аукціону комісар FCC Майкл О'Ріеллі запропонував стимулювати федеральний уряд відмовитися від частини свого спектру на користь використання приватним сектором. Згідно з його логікою, без стимулу прибутку, який існує в приватному секторі, федеральні агентства не мали жодних причин для ефективного використання свого спектру. Пропозиція О'Ріеллі могла б полегшити бюджет агентствам, які відмовляються від спектру.

## «Спектральні спекулянти»
Починаючи з 2010 року, велика кількість угод з придбання телестанцій здійснювалася групою компаній, яких називають «спекулянтами спектру». За підтримки приватних інвестиційних груп ці компанії переважно купували малі станції з низьким рейтингом на головних ринках або в безпосередній близькості від них з наміром перепродати станції та їхні ліцензії під час заохочувального аукціону, і не були зацікавлені в їхній майбутній роботі. Серед цих «спекулянтів» — LocusPoint Networks, що належить Blackstone Group, NRJ TV LLC, яку підтримує Fortress Investment Group, і OTA Broadcasting Майкла Делла. Спекулянти зазвичай називають себе не телевізійними компаніями, а частиною галузі бездротового зв’язку, і часто об’єднуються з мережами з низьким попитом або «залишковими» мережами, такими як Retro Television Network, Youtoo America та AMGTV, щоб хоча б походити на звичайні телемовні компанії. 
Починаючи з 2013, через оголошення того, що дочірню компанію NBC Атлантик-Сіті WMGM-TV буде продано LocusPoint Networks, і переконання місцевих жителів, що доля WMGM опинилася під загрозою через їхнє становище як спекулянтів, громадськість почала занепокоюватися. У відповідь на занепокоєння (зокрема, глядачі створили веб-сайт Save NBC 4 ), співзасновник LocusPoint Білл ДеКей заявив, що вони планують продовжувати роботу станції як філії NBC, і дозволив Access.1 продовжувати використовувати станцію від їхнього імені до 31 грудня 2014 року. У той ж час, однак, NBC відмовлася поновити приналежність станції після 31 грудня 2014 року. 1 січня 2015 року станція почала транслювати програму «Душа Півдня», але доля станції після аукціону спектру залишалася незрозумілою. Access.1 зберіг більшість персоналу станції, щоб сформувати новий штат, який зрештою перейшов на нову станцію на низькому діапазоні УКХ, WACP.    Після аукціону Univision Communications подала заявку на придбання станції.